# Cerkev sv. Martina, Ziljska Bistrica
Rimskokatoliška župnijska cerkev Ziljska Bistrica, ki je posvečena zavetniku Martinu iz Toursa, se nahaja v istoimenski občini  Bistrica na Zilji (nemško Feistritz an der Gail)  v  Spodnji Ziljski dolini  v političnem okraju Beljak-dežela na avstrijskem Južnem Koroškem. 
Župnija spada v dekanijo Šmohor v Krški škofiji. Do leta 1938 je bila uradno slovenska fara in je danes uradno dvojezična.  
Župnijska cerkev in pokopališče sta pod spomeniškim varstvom.

## Zgodovina cerkve
Prvo kapelo posvečeno svetemu Martinu je oglejski patriarh pred letom 1182 vključil v samostan Moggio Udinese v Furlaniji. Kapelica/cerkev je verjetno prvotno stala nižjem predelu, tako da je bila poškodovana ob poplavah, nato pa so jo obnovili na vrhu krna, kjer naj bi pred njo stal grad Scharfenstein. Župnija je bila ustanovljena leta 1424.
Sedanja cerkvena stavba, veličastna poznogotska zgradba, je bila zgrajena v prvi polovici 15. stoletja. Leta 1963 so neogotsko preddverje na zahodu nadomestili z novim preddverjem. Leta 1972 in 1994 sta bili izvedeni obnovi, leta 1999 pa je bila obnovljena južna kapela.

## Arhitektura
Mogočni zahodni stolp, tudi nekdanji obrambni stolp, je bil po požaru v zgornjem delu obnovljen leta 1885, zvonik z dvojnimi okni ima okvir s korci, zgornje nadstropje je osmerokotno, prejšnji baročni zvonik je nadomestil koničast stolp z osmimi strmimi ščitniki. Stolp je bil leta 1994 ponovno pokrit s streho. Pred stolpom na zahodu stoji novo, zaprto preddverje. Zahodni portal ima bogato profiliran, lijakasto oblikovan koničast obokan portal z ožjim obokanim vencem, okrašenim s križnim cvetjem; portal ima ob straneh nad listnato konzolo in triglavim konzolom veje, nad vrhom pa nosi tarčo mojstra Andrä Kanicha z napisom 1520.
Ladja ima na severu enojne stopničaste opornike, oba končna opornika sta postavljena diagonalno. Na severu in jugu so tri koničasto obokana okna, od katerih sta dve dvodelni lancetni okni s tramovi in novo zasteklitvijo, eno pa je na pol zazidano in ni razdeljeno.
Vdolbeni prezbiterij ima dvojne stopničaste opornike in na koncu štiri dvodelna lancetna okna s traceryjem in novo zasteklitvijo. Orgle iz leta 1890 je izdelal Franz Grafenauer.
Orgle je leta 1890 postavil koroško slovenski izdelovalec orgel Franc Grafenauer (1860-1935) iz Šmohora.
Notranjost cerkve ima triladijsko ladjo z zvezdastorebrastim sklepnikom na polkrožnem podstavku. Zahodni, ožji vhodni trakt pod stolpom je odprt v ladjo, verjetno z nadstropno galerijo. Na jugu v vzhodnem niši je baročna zakristija, v srednji niši je okroglo obokana fazonska odprtina v kapelo. Kapela je vzdolžno pravokotna in ima preprost rebrasti sklepnik. Ladja je v primerjavi s korkom nekoliko pomaknjena proti severu in se odpira v kor z zaobljenim fazonskim triumfalnim lokom. Vkopani enonadstropni kor ima petstebrni zaključek in zvezdasto rebrasti sklepnik na polkrožnih bazah in okroglih ključnikih.

## sklici
1. ↑   Bojan-Ilija Schnabl: Pfarrkarte der Diözese Gurk/Krška škofija 1924. V: Enciklopedija slovenske kulturne zgodovine na Koroškem, Dunaj, Weimar, Köln, (Böhlau) 2016, 2. zv., str. 1027-1034.
2. ↑  Seznam_dekanij_Krške_škofije
3. ↑  Maja Francé: Grafenauer Franc. V: Enciklopedija slovenske kulturne zgodovine na Koroškem, Dunaj, Weimar, Köln, (Böhlau) 2016, 1. zv., str. 447-448.